# Elecciones generales de las Islas Cook de 2022
Las elecciones generales de Islas Cook de 2022 se realizaron el 1 de agosto del mencionado año, eligiendose a los 24 miembros del Parlamento de las Islas Cook. Cabe destacar que las islas están en libre asociación con Nueva Zelanda desde el 4 de agosto de 1965, poniendo fin a su estatus colonial anterior.

## Sistema electoral
Los 24 miembros del Parlamento de las Islas Cook son elegidos en circunscripciones de un solo miembro por mayoría simple.

## Resultados
| Partido                                                                            | Partido                               | Votos | %     | Escaños | +/–         |
| ---------------------------------------------------------------------------------- | ------------------------------------- | ----- | ----- | ------- | ----------- |
|                                                                                    | Partido de las Islas Cook             | 3,890 | 44.07 | 12      | 2           |
|                                                                                    | Partido Alianza Democrática           | 2,377 | 26.93 | 5       | 6           |
|                                                                                    | Partido Unido de las Islas Cook       | 1,660 | 18.81 | 3       | Nuevo       |
|                                                                                    | Un Movimiento de las Islas Cook       | 237   | 2.68  | 1       | Sin cambios |
|                                                                                    | Partido Progresista de las Islas Cook | 18    | 0.20  | 0       | Nuevo       |
|                                                                                    | Independientes                        |       |       | 3       | 1           |
| Votos nulos/en blanco                                                              | Votos nulos/en blanco                 |       |       | –       | –           |
| Total                                                                              | Total                                 | 8,827 | 100   | 24      | –           |
| Votantes registrados/participación                                                 | Votantes registrados/participación    |       |       | –       | –           |
| Fuente: COOK ISLANDS GAZETTE Archivado el 12 de agosto de 2022 en Wayback Machine. |                                       |       |       |         |             |

## Formación de gobierno
El CIP inició conversaciones de coalición el 4 de agosto y anunció que planeaba continuar sus arreglos con dos independientes. El Partido Unido descartó trabajar con la CIP. El 5 de agosto, el CIP anunció que había asegurado el apoyo de los independientes Te-Hani Brown y Rose Toki-Brown para una coalición de gobierno. El 12 de agosto, Mark Brown fue reelegido primer ministro.